# Mehwasi
Mehwasi o divisió dels Mehwasis o Dorka Mehwas, era un grup de tres estats tributaris protegits a l'agència de Rewa Kantha, Presidència de Bombai.
El Mehwasi o Dorka Mehwas, estava format per tres estats, regits per tres caps separats amb el títol de patel. Aquestos estats eren Dodka, Raeka i Anghar. El darrer era el més gran i Dodka el més petit (entre 6 i 8 km²). Pagaven tribut al Gaikwar de Baroda. La població del Mehwasi el 1881 era de 4.576 habitants repartida entre els tres estats.